# Косаківка (Вінницький район)

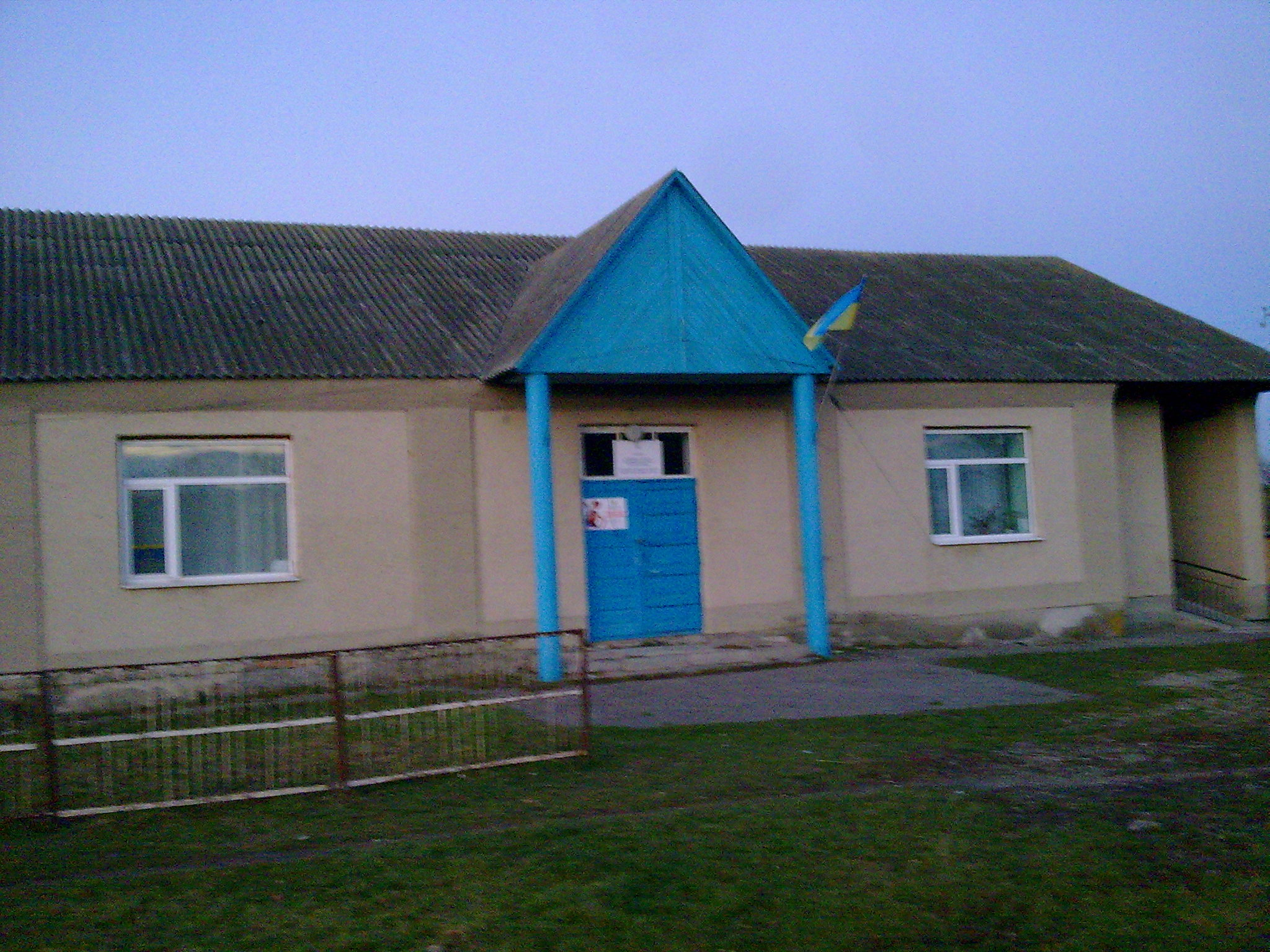
Сільський клуб

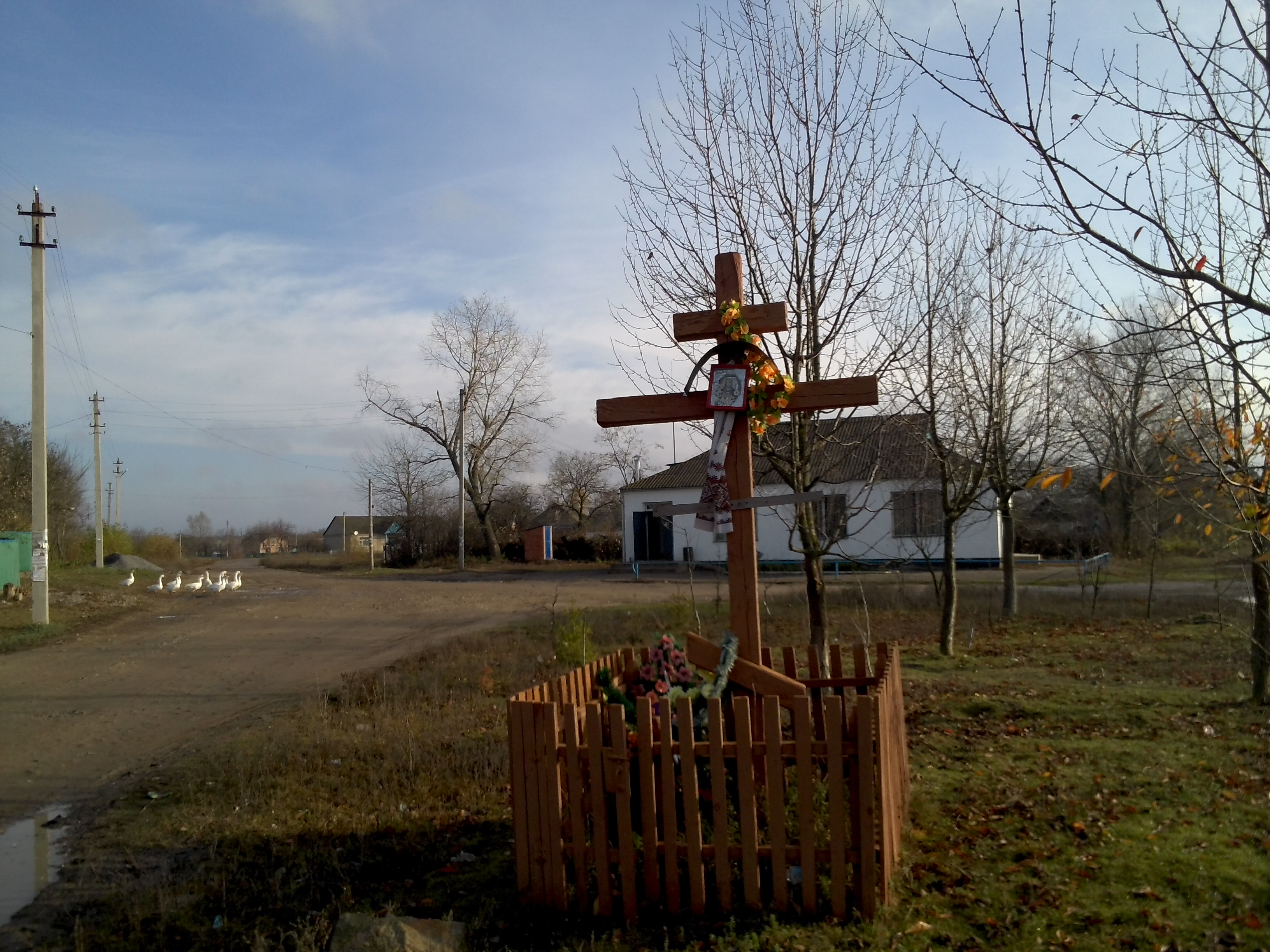
Хрест при в'їзді до села

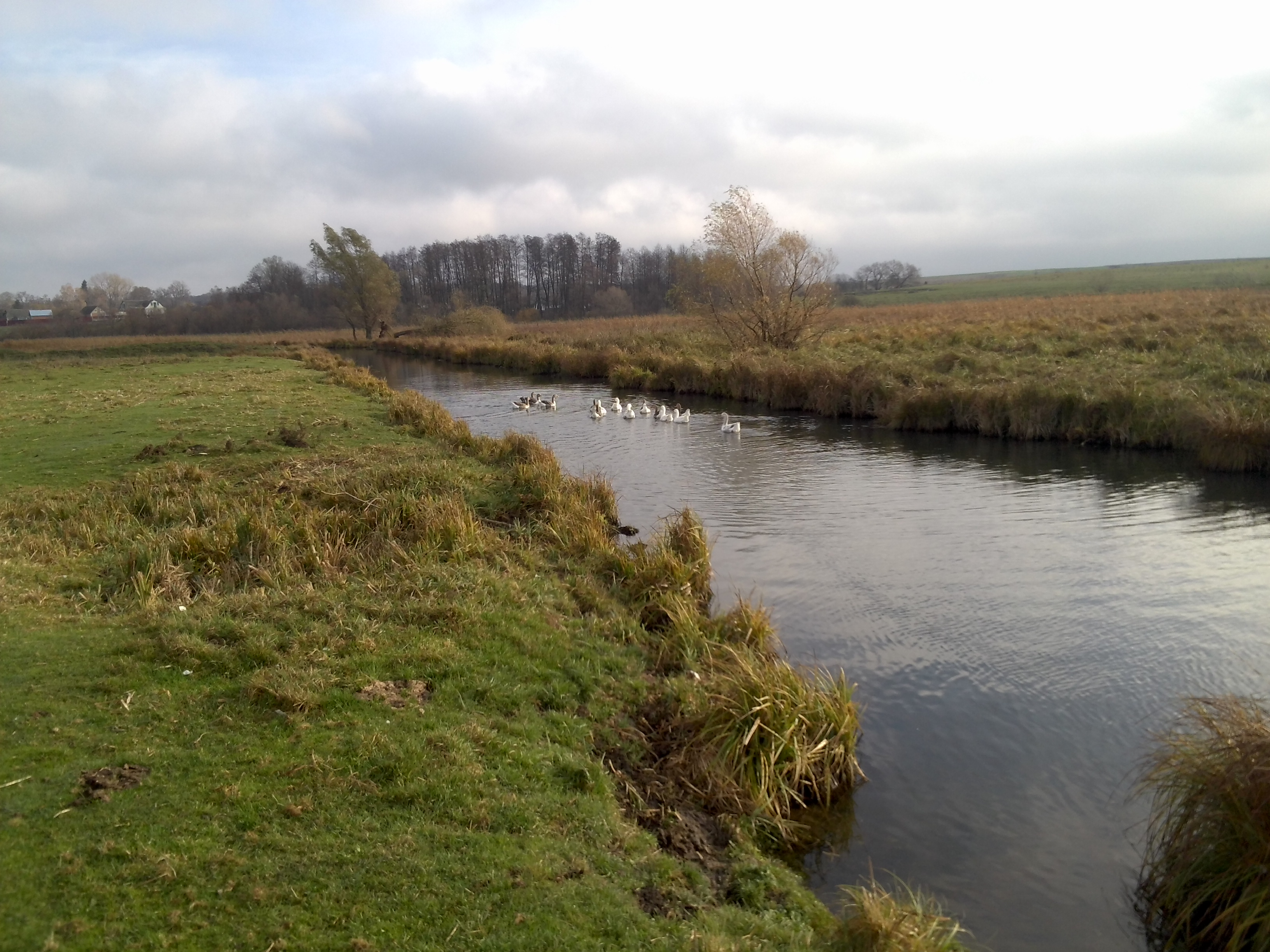
Річка

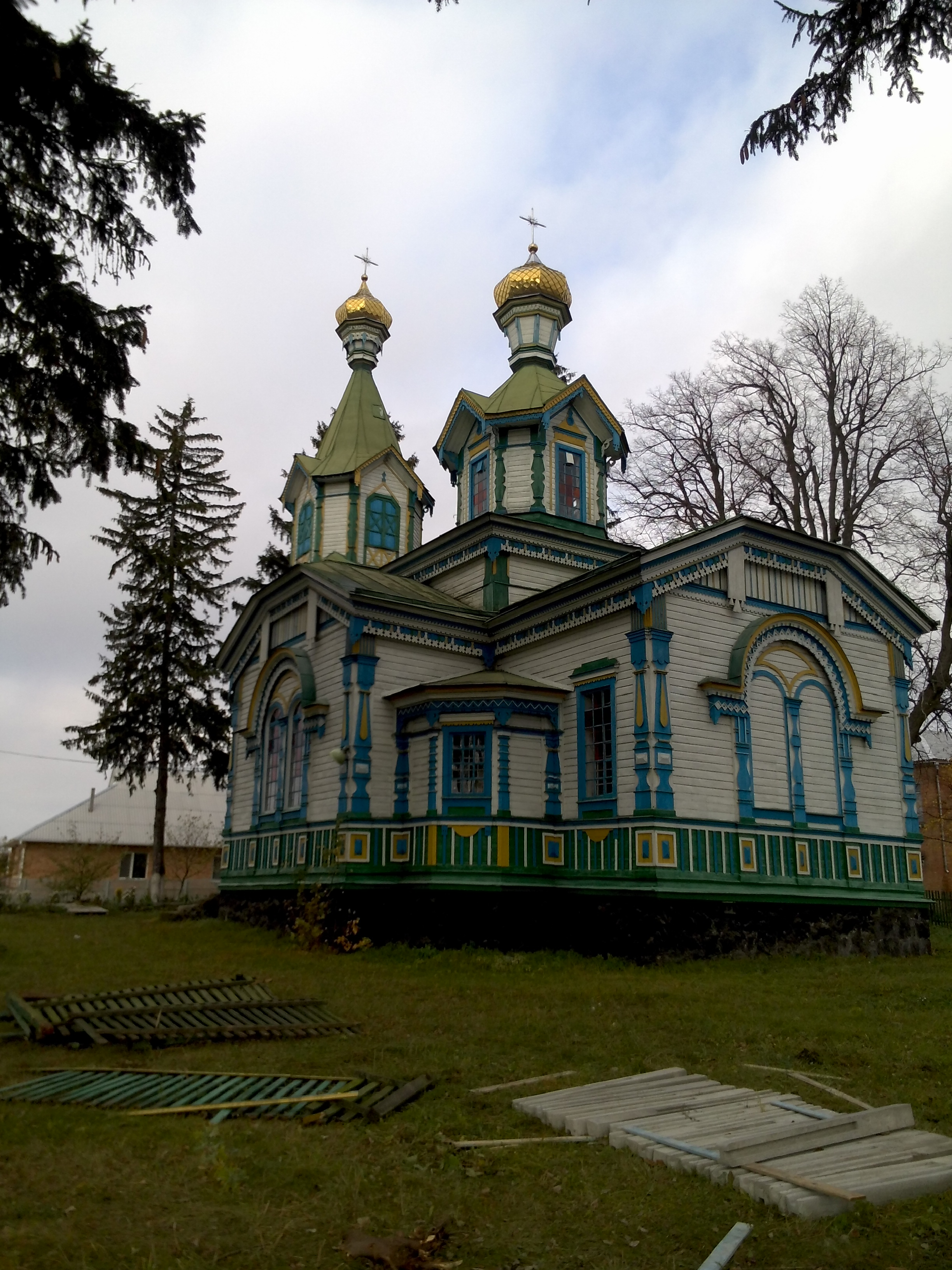
Церква

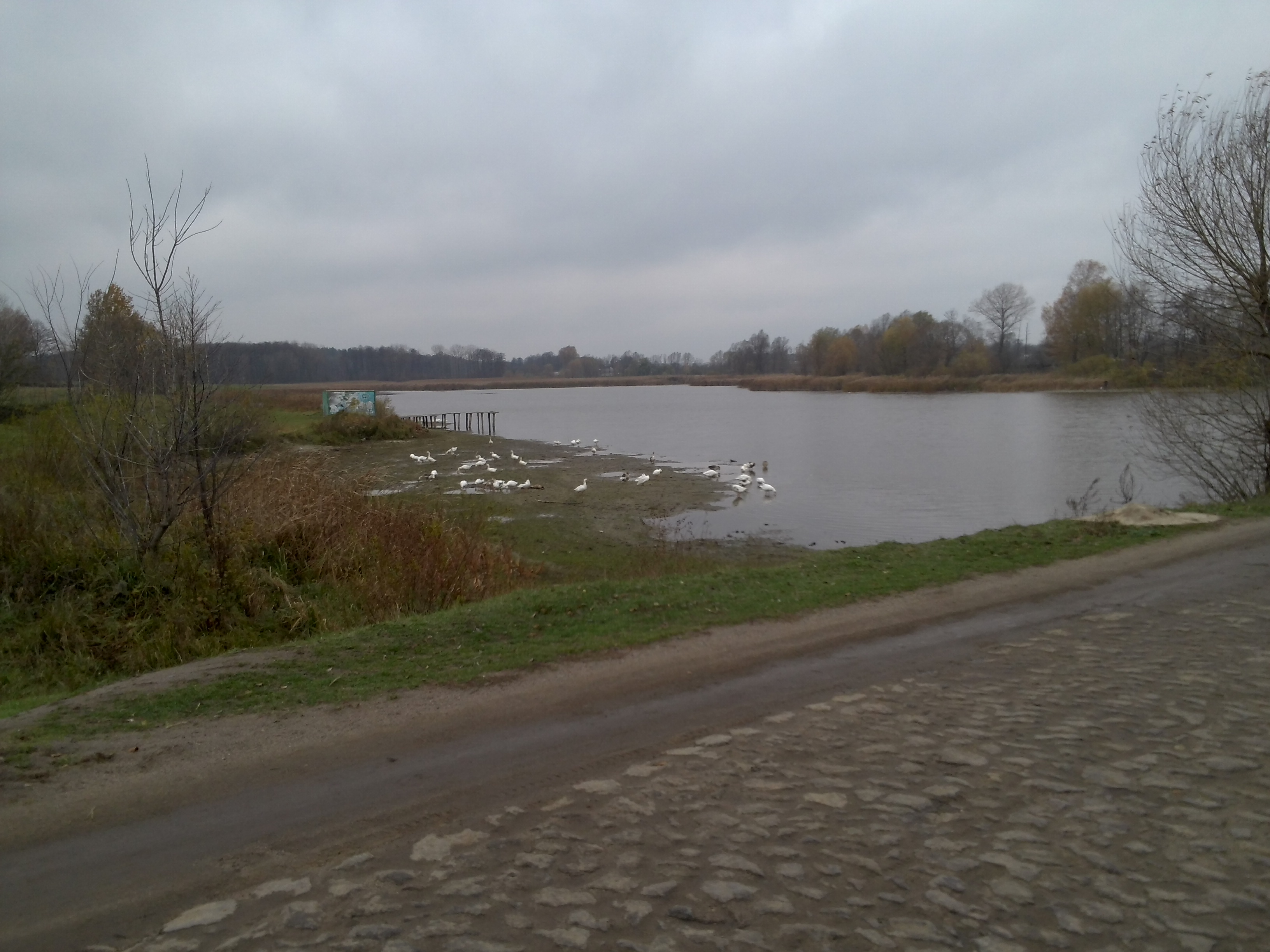
Ставок на межі з Коханівкою

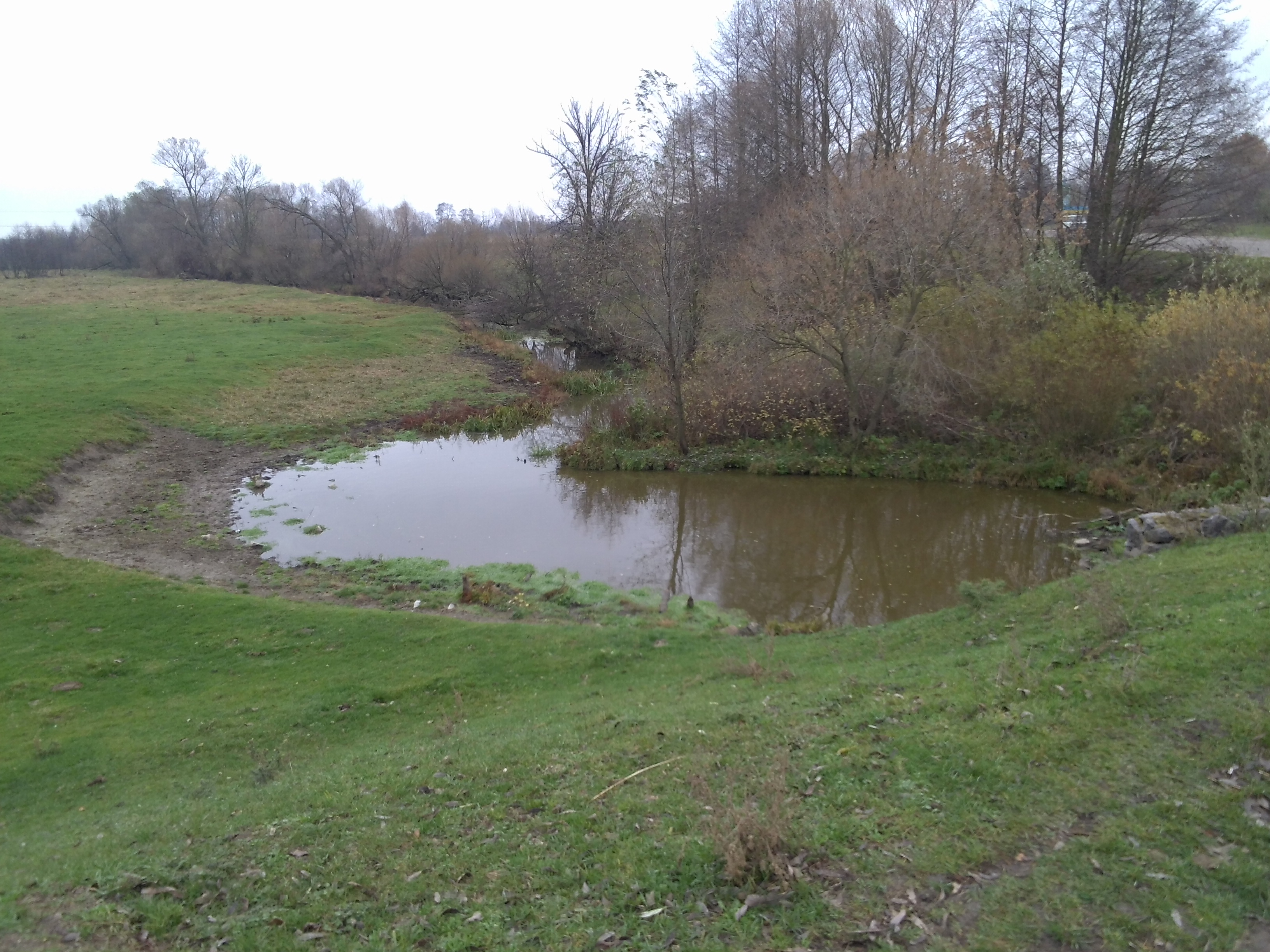
Річка

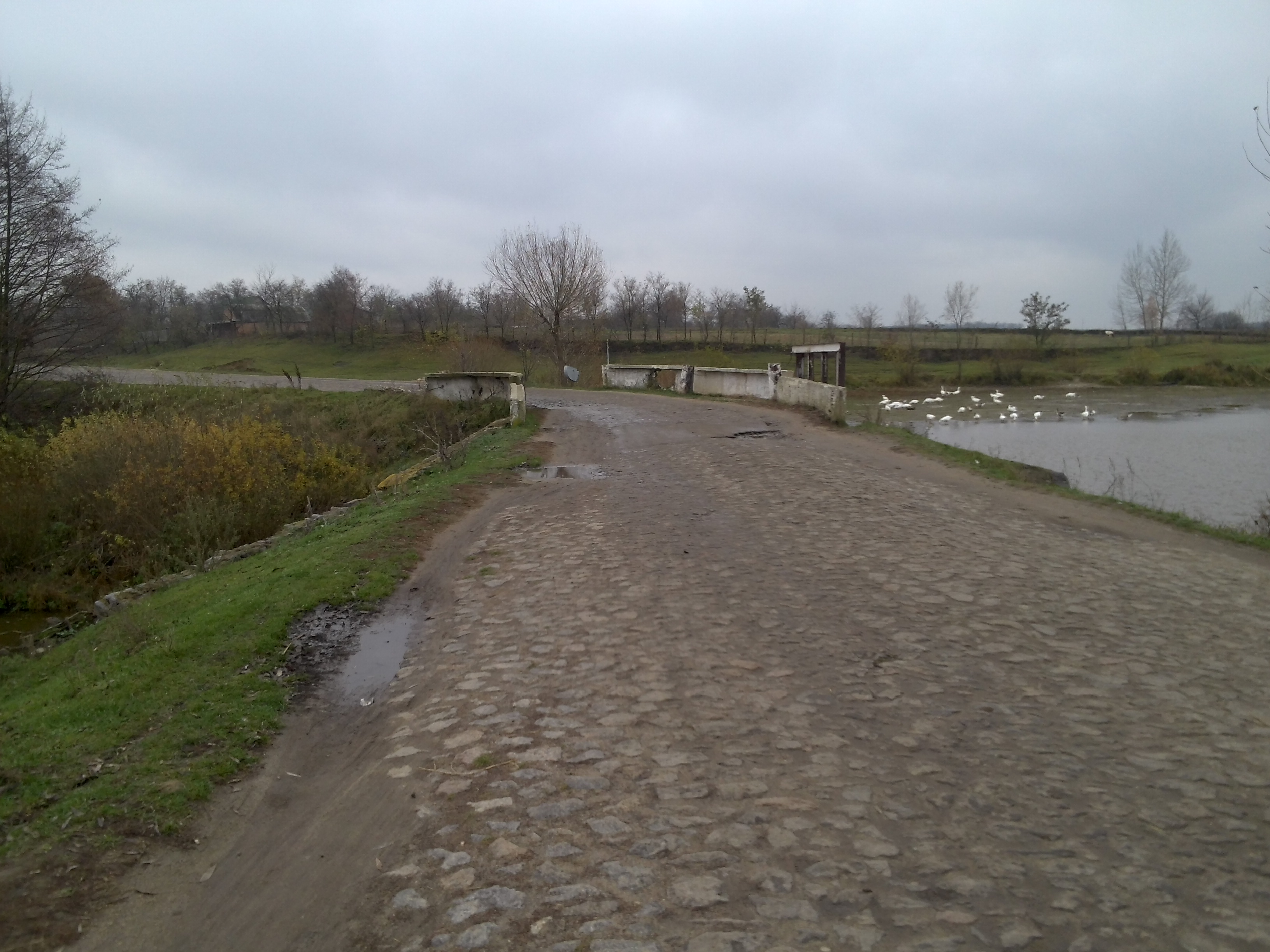
Дорога до Коханівки

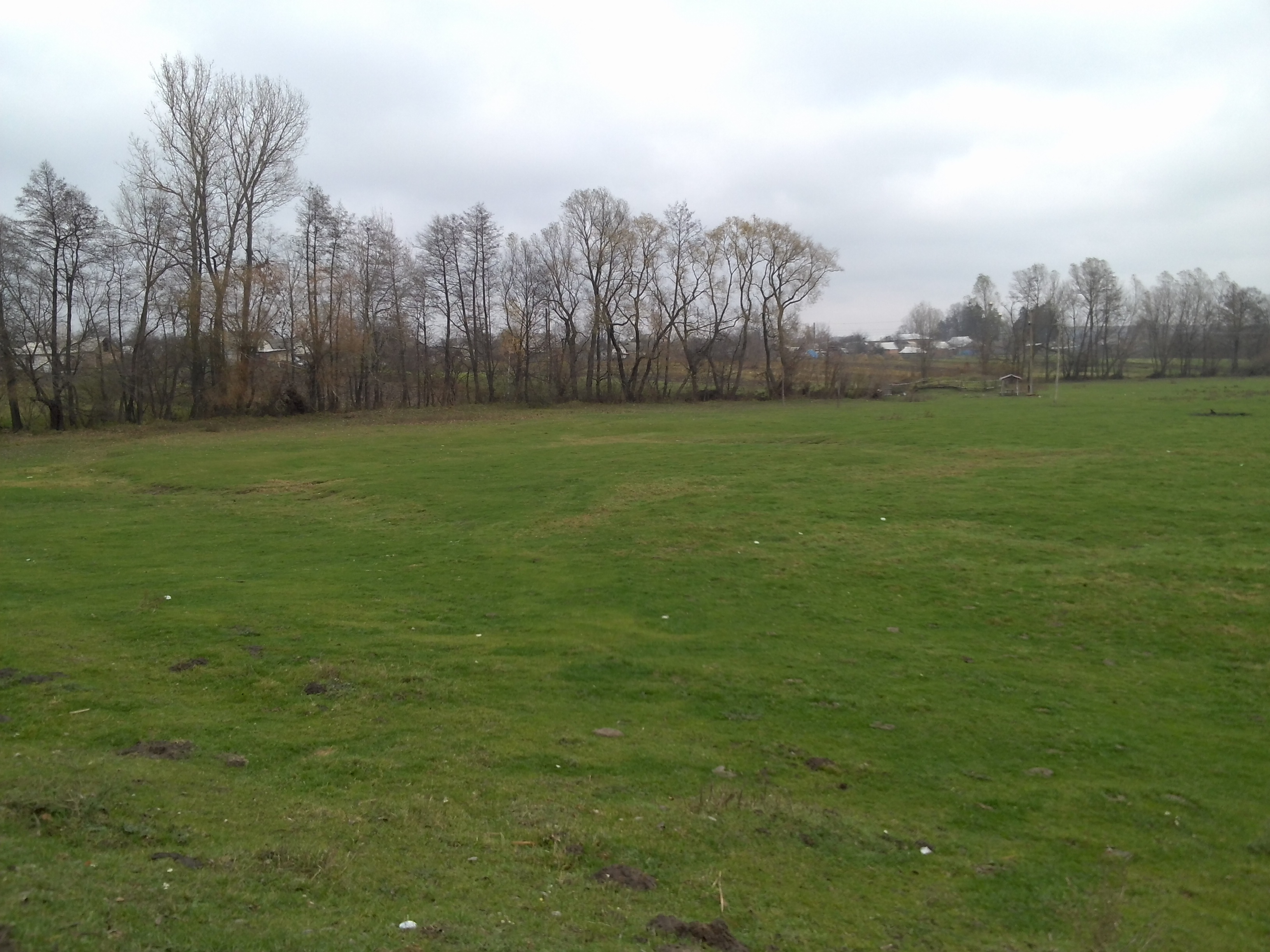
Панорама

Косакі́вка — село в Україні, у Турбівській селищній громаді Вінницького району Вінницької області. Населення становить 388 осіб.

## Відомості про заснування села
З покоління у покоління передається легенда про заснування села. Кажуть, що після визвольної війни українського народу 1648–1654 рр. під проводом Богдана Хмельницького цю мальовничу місцину уподобав служивий Кальницького козацького полку Данило Косаківський, зладнав тут оселю, одружився зі смаглявою подолянкою. І звідсіля започаткувався козацький рід Косаківських.
За іншою версією село назване на честь Миколая Коссаковського — начальника «міліції Козацької» Коханграду (нині це сусіднє село Коханівка).
Ще є версія, що село назване від річки Косак.

## Населення

### Мова
Розподіл населення за рідною мовою за даними перепису 2001 року:
| Мова       | Кількість | Відсоток |
| ---------- | --------- | -------- |
| українська | 386       | 99.49%   |
| російська  | 1         | 0.26%    |
| білоруська | 1         | 0.26%    |
| Усього     | 388       | 100%     |

## Історичні хроніки
В Географічному словнику Королівства Польського вказано, що Косаківка була власністю Раковських та Пулієва.
У 1800 р. у селі була дерев'яна корчма з винокурнею, сільський панській економічний будинок з покоями, клунею з током, амбар, сарай для худоби, конюшня. Було 58 дворів, у яких проживало 391 душ.
Село постраждало у роки Голодомору 1932-1933 років, зокрема померли цілі сім'ї Бойчуків, Кучеруків, Пруських. Траплялися випадки канібалізму.

## Об'єкти культурної спадщини
В селі є дерев'яна церква Іоанна Богослова, що була збудована на початку XX століття (між 1902 та 1915 роками). Пам'ятка архітектури місцевого значення (ох. № 12-Вн). Існуюча давніша церква ремонтувалася у 1828 р., у 1870 р. самостійний приход скасовано та приписано до приходу у сусідньому с. Коханівка. Давніша церква Іоанна Богослова у XVIII ст. була унійною, переведена у православ'я у 1795 р. За описом 1800 р., "...в коей [церкви] иконостас живописи обветшалой колокольня с 5 колоколами меди спижовой, небольшая школа, священнический дом с небольшим плодовитім садом в коем фруктовые деревья яблони дули груши вишні кроме сего состоят во владении священнослужителя определнные к церкви земли пахотной в поле на 18 дней а сенного покосу на 30 косарей, к сей церкви имеется небольшая пасека состоящая из 46 однодонных ульев с которых ежегодно отдается десятина..."
Біля села є два цвинтаря. Старий, так званий "козацький" на сьогоднішній день майже повністю втрачений через самовільний демонтаж могильних пам'ятників місцевими мешканцями. На території другого, нового, але теж історичного цвинтаря збережено пам'ятник на могилі відомого на початку ХХ ст. священника на Поділлі - Феодота Лясковського, який фундував будівництво церкви Іоана Богослова. Пам'ятник виконано у сецесійному стилі, на сьогоднішній момент знаходиться у незадовільному стані, частково втрачені різні елементи, у тому числі, металеві ланцюги, які кріпилися до чотирьох стовпів довкола обеліска. 

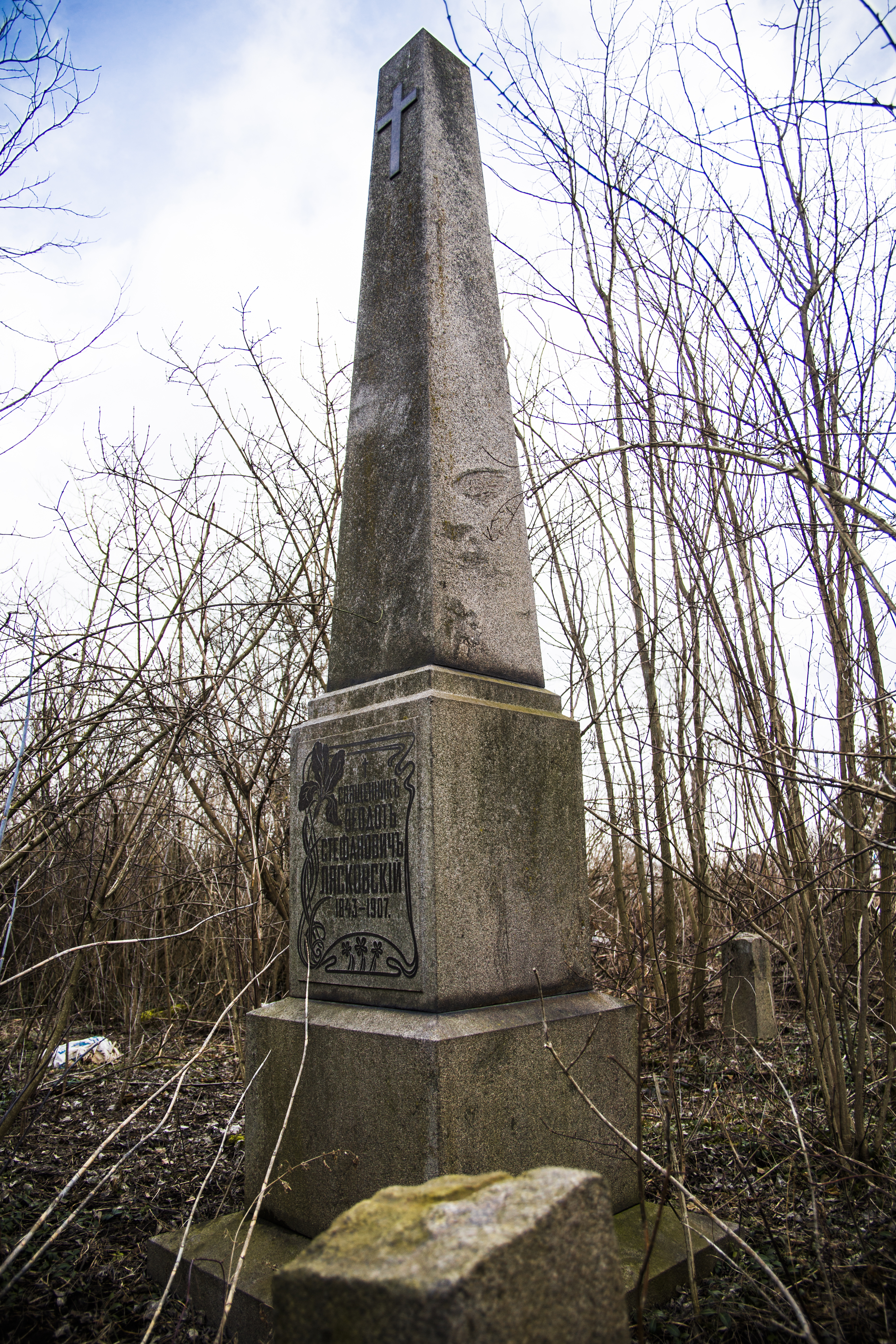
Обеліск на могилі священника Ф. Лясковського, 1907 р.

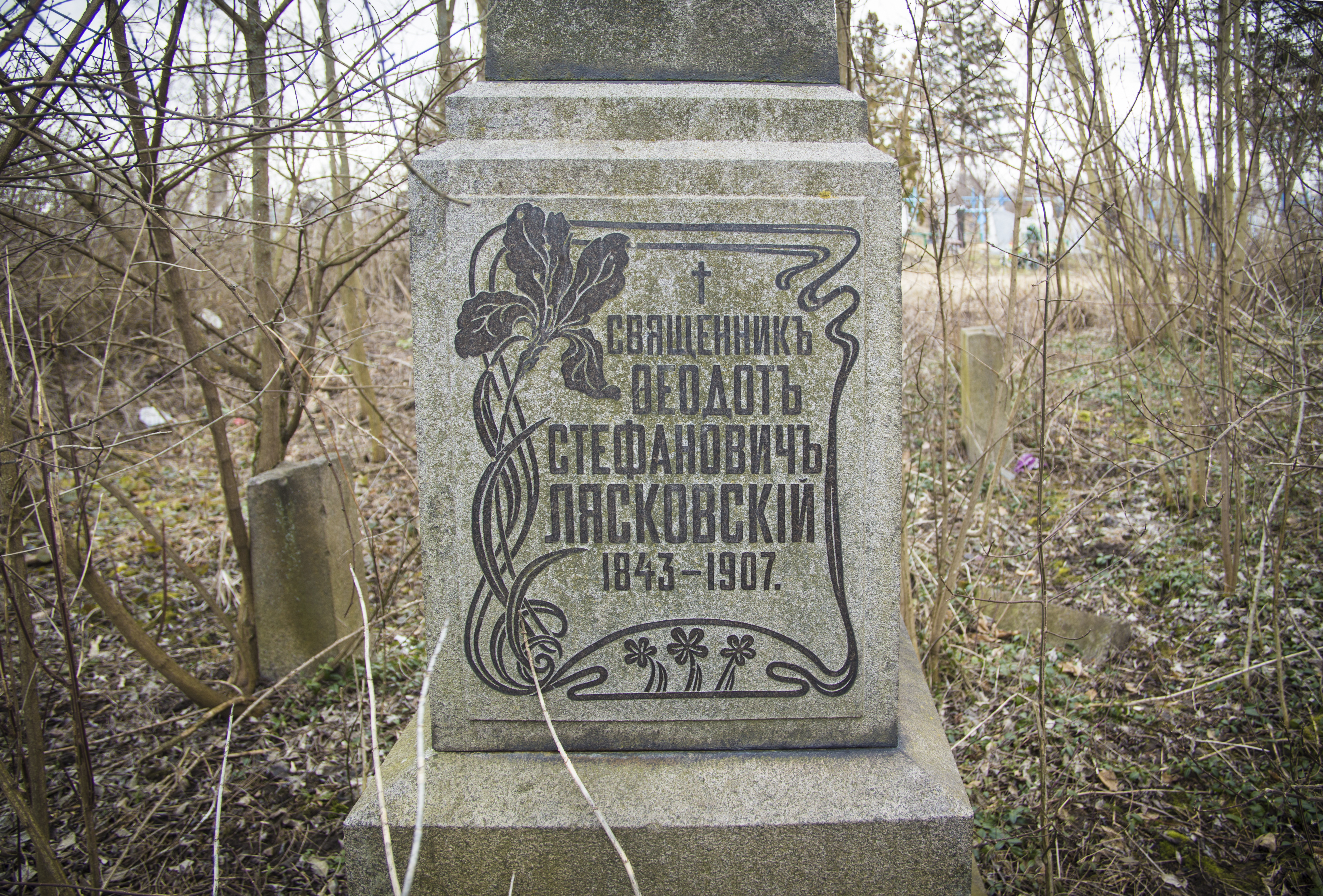
Надпис на пам'ятнику священника села Лясковського

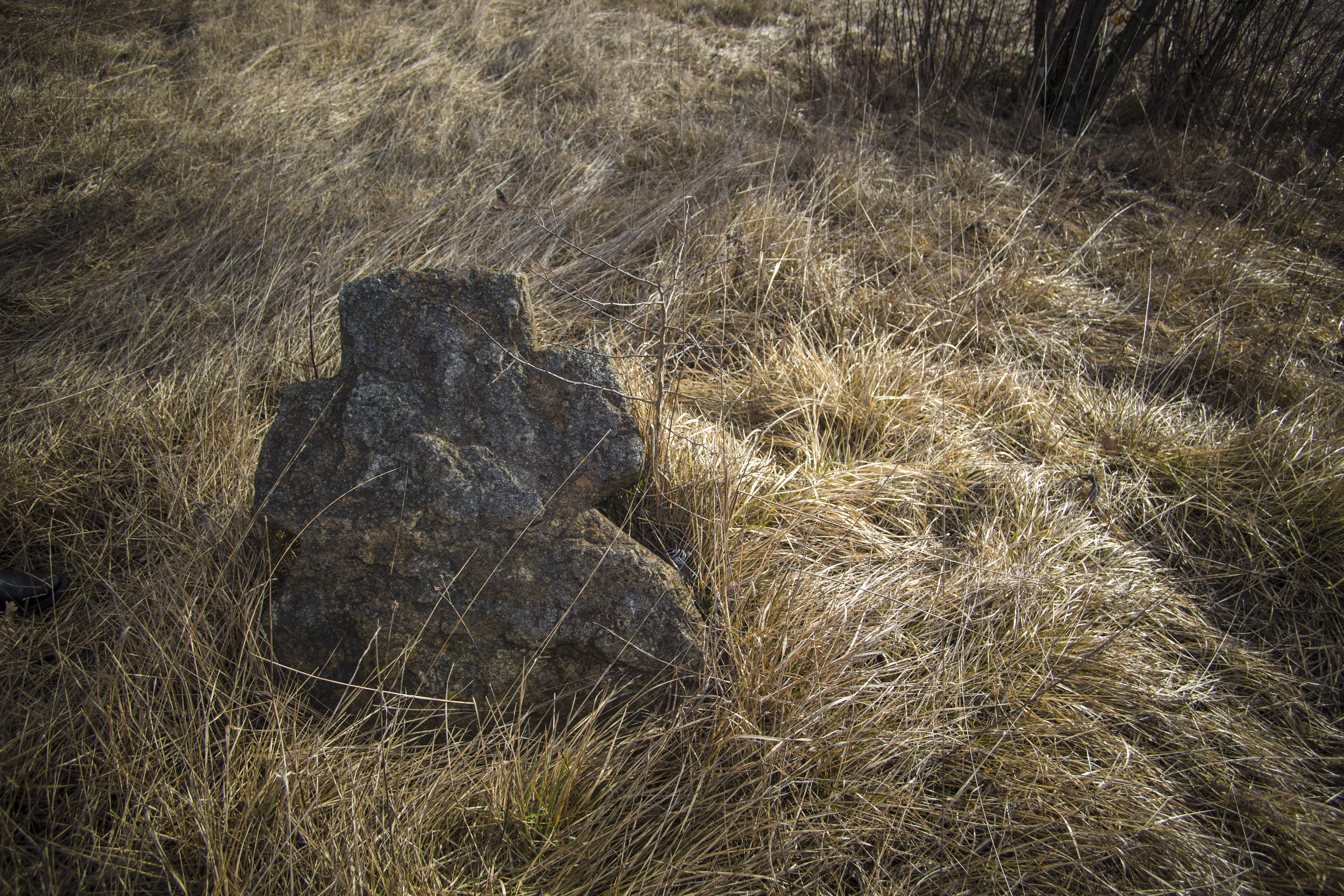
Могила на старому "козацькому" цвинтарі

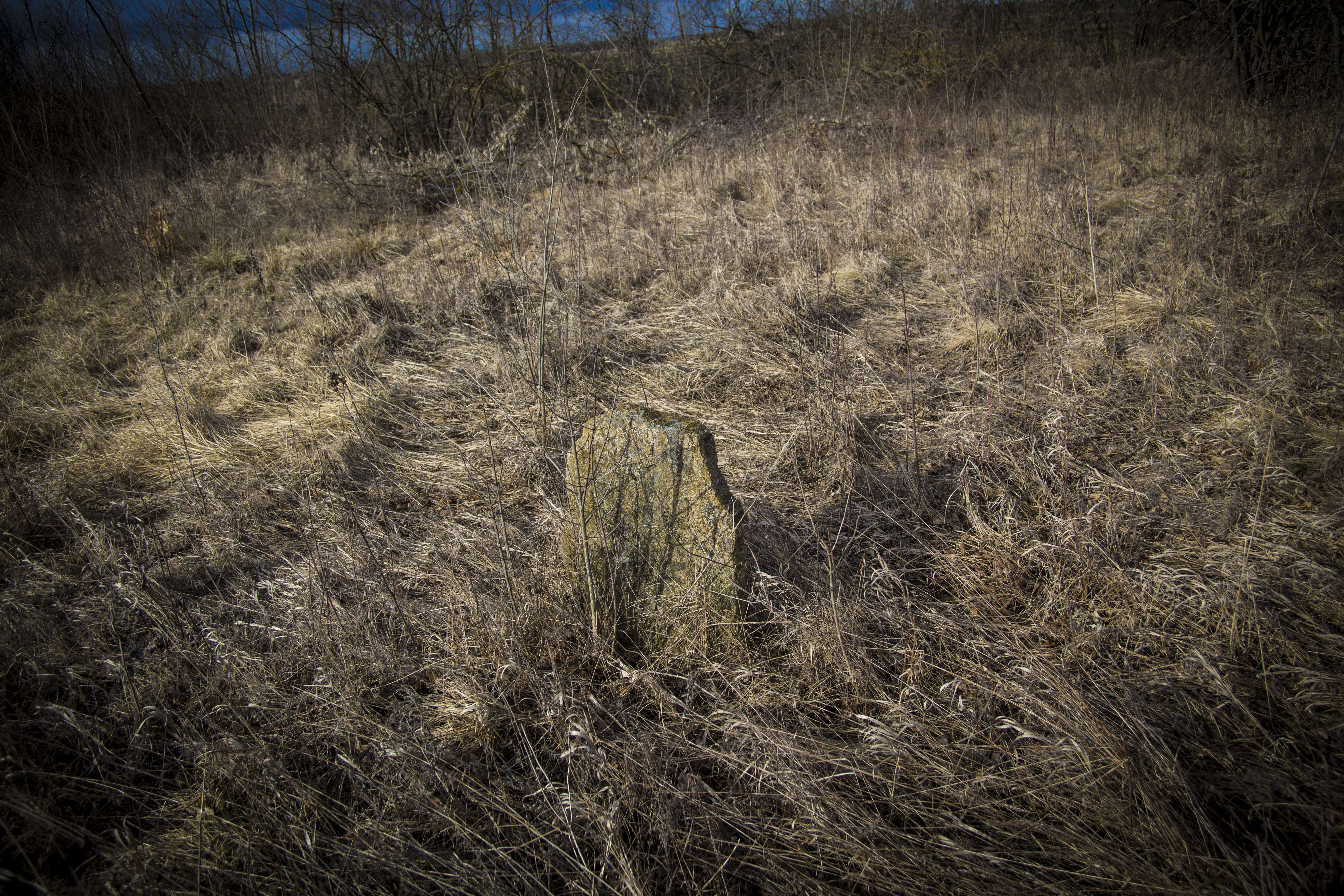
Друга з небагатьох збережених могил на т. зв. "козацькому" цвинтарі Косаківки